# Metrovalencia
Metrovalencia es la marca comercial bajo la que la empresa pública Ferrocarriles de la Generalidad Valenciana (FGV), dependiente de la Generalidad Valenciana, opera la red de metro, trenes suburbanos y tranvía de la ciudad de Valencia (España) y su área metropolitana. La red consta de un total de 164,275 km, de los cuales 29,553 km, son subterráneos. Tiene 148 estaciones y paradas, de las cuales 39 son subterráneas y 109 en superficie.
En la actualidad Metrovalencia dispone de seis líneas de metro y cuatro de tranvía, siendo la tercera red en número de kilómetros, después de Madrid y Barcelona, y la cuarta en número de usuarios, después de Madrid, Barcelona y Bilbao.

## Historia
La red actual es heredera de la antigua red de ferrocarriles suburbanos de vía estrecha de Valencia, conocida popularmente como el Trenet de Valencia, que unía la capital con algunas poblaciones cercanas. Dicha red fue construida en su mayor parte a finales del siglo XIX y fue gestionada sucesivamente por la Sociedad Valenciana de Tranvías, también por la Sociedad de carbones minerales de Dos Aguas y del Ferrocarril del Grao de Valencia a Turís, más tarde por Compañía de Tranvías y Ferrocarriles de Valencia y finalmente por Ferrocarriles Españoles de Vía Estrecha.
La ciudad de Valencia contaba con seis líneas en dos redes o zonas (Norte y Sur), con dos estaciones terminales y principales: 
A) Red Norte: Estación de Pont de Fusta como cabecera, desde la cual partían las líneas a Liria, Bétera, Rafelbuñol y El Grao. 
B) Red Sur: Estación de Jesús como cabecera, desde la cual partían las líneas a Villanueva de Castellón y Nazaret. Esta última línea (Jesús - Nazaret), quedó destruida como consecuencia de la riada de 1957.
En 1941, la Compañía de Tranvías y Ferrocarriles de Valencia presentó un proyecto de construcción del titulado como “Metropolitano de Valencia”, que consistía en un túnel que conectaría las estaciones del Puente de Madera (Pont de Fusta) y la estación de Jesús. El recorrido partía de la estación del Puente de Madera (Cabecera Norte), atravesaba el cauce del río, seguía por la calle de Navellos hasta la Plaza de la Virgen, donde tendría su primera estación. Continuaría por la plaza de la Reina, la entonces denominada plaza del Caudillo, donde se instalaría la segunda estación, llegando a la calle de Xàtiva (tercera estación), siguiendo por el inicio de la avenida de Ramón y Cajal (cuarta estación), avanzando en dirección hacia el camino de Tránsitos hasta llegar a la estación de Jesús (Cabecera sur).
El 20 de abril de 1977, el Ministerio de Obras Públicas presentó el "Estudio Integral de los Transportes del Área Valencia" que proponía tres líneas de metro. La primera seguía dirección norte-sur y enlazaba el barrio de Orriols con la Estación de Jesús. La segunda entraba por la Pista de Ademuz, seguía por las Grandes Vías y enlazaba con la línea de Rafebunyol en Alboraya. La tercera seguía la dirección oeste-este por el antiguo cauce del Río Turia y la avenida del Puerto hasta la Malvarrosa.
En diciembre de 1980 se adjudicó la construcción de los dos primeros tramos del metro, el denominado "Soriano-Renfe" (hoy Safranar-Bailén) con una longitud de 3.281 metros y el denominado "Empalme-Turia" de 3.026 metros.
La división en dos redes existió hasta el 8 de octubre de 1988, cuando se inauguró en Valencia el primer túnel de metro, que unió las líneas del norte de la ciudad con la del sur.
Las antiguas estaciones de Pont de Fusta y Jesús, dejaron de ser estaciones terminales del trenet de Valencia. En la actualidad, Pont de Fusta es parada pasante en superficie de tranvías de la línea 4 y Jesús es estación pasante subterránea de metro de las líneas 1, 2 y 7. 
Con la inauguración de las líneas subterráneas 1 y 2 en octubre de 1988, Valencia se convirtió en la tercera ciudad española en poner en marcha un servicio de ferrocarril metropolitano.
El día 3 de julio de 2006 se produjo un accidente de metro de los más graves del mundo, así como uno de los accidentes ferroviarios más graves en la historia de España. Murieron 43 personas y otras 47 resultaron heridas.
El 28 de abril de 2025, a las 12:33 se sufrió un apagón en la península ibérica que provocó la suspensión del servicio durante toda la jornada.

### Gota fría de 2024
El 29 de octubre de 2024, a consecuencia de las graves inundaciones acontecidas en la provincia de Valencia, se produjeron importantes daños en las estaciones de Paiporta y Picanya, así como en la de València Sud (donde se encuentra la sede social de F.G.V., el puesto de mando, las cocheras y los talleres). La riada derribó el puente sobre el Barranco del Poyo entre Paiporta y Picanya. También se produjeron daños en las vías y en 19 unidades de metro de la serie 4300. A consecuencia de la inundación del Puesto de Mando cesó el servicio en toda la red, tanto de metro como de tranvía.
El 9 de noviembre de 2024, se reanudó el servicio en las líneas de tranvía (4, 6, 8 y 10) con horarios limitados, recuperando las frecuencias previas a las inundaciones el 7 de enero de 2025.
El 3 de diciembre de 2024, las líneas 3, 5 y 9 de metro retomaron su servicio con frecuencias limitadas; mientras que las líneas 1, 2 y 7 volvieron a prestar servicio de forma parcial en los tramos no afectados del norte de la red.
El 24 de diciembre de 2024 se reanudó el servicio de la línea 2 entre Paterna y Liria.
El 18 de febrero de 2025 se reanudó el servicio de las líneas 1, 2 y 7 hasta Valencia Sud, y toda la red recuperó las frecuencias anteriores a las inundaciones de octubre de 2024 (a excepción de los servicios nocturnos).
El 27 de junio de 2025 culminó la reconstrucción de las infraestructuras afectadas, con la reapertura de los últimos tramos cerrados hasta la fecha: Valencia Sud-Castelló y el ramal hacia Torrent Avinguda.  El 1 de agosto, la red recuperará también los servicios nocturnos.

## Las líneas
| Línea   | Cabeceras                              | Cabeceras               | Tipo                   | Estaciones | Longitud (km) | Viajeros (2024) |
| ------- | -------------------------------------- | ----------------------- | ---------------------- | ---------- | ------------- | --------------- |
| Línea 1 | Bétera                                 | Villanueva de Castellón | Metro + tren suburbano | 40         | 72,145        | 12.424.686      |
| Línea 2 | Llíria                                 | Torrent Avinguda        | Metro + tren suburbano | 34         | 39,445        | 11.683.493      |
| Línea 3 | Rafelbunyol                            | Aeroport                | Metro + tren suburbano | 27         | 24,691        | 17.121.597      |
| Línea 4 | Mas del Rosari Lloma Llarga Terramelar | Doctor Lluch            | Tranvía                | 33         | 16,999        | 8.278.619       |
| Línea 5 | Marítim                                | Aeroport                | Metro                  | 18         | 13,293        | 14.136.384      |
| Línea 6 | Tossal del Rei                         | Marítim                 | Tranvía                | 21         | 10,067        | 3.732.264       |
| Línea 7 | Marítim                                | Torrent Avinguda        | Metro + tren suburbano | 16         | 15,497        | 10.542.755      |
| Línea 8 | Marítim                                | Neptú                   | Tranvía                | 4          | 1,230         | 453.734         |
| Línea 9 | Alboraya Peris Aragó                   | Riba-roja de Túria      | Metro + tren suburbano | 23         | 24,859        | 10.021.773      |
|         | Alacant (Xàtiva)                       | Natzaret                | Metro ligero (Tranvía) | 8 (9)      | 5,320 (5,590) | 2.795.708       |
|         | Alacant                                | Neptú                   | Metro ligero (Tranvía) | 10         | 7,610         | En estudio      |
| 12      | Alacant                                | Hospital La Fe          | Metro ligero (Tranvía) | 6          | 4,100         | En estudio      |
| 14      | Maritim                                | Barri del Crist         | Metro                  | 17         | 12,950        | En estudio      |

### Línea 1: Bétera - Castelló

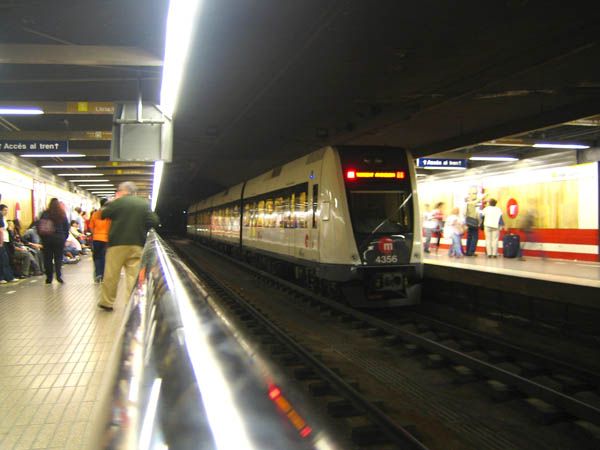
Unidad de metro número 4356 en la estación de Àngel Guimerà. (Andenes de las líneas 1 y 2)

La línea 1 proviene de las líneas de FEVE Jesús - Villanueva de Castellón y Pont de Fusta - Bétera. Cuenta con 40 estaciones, de las cuales 8 son subterráneas (las comprendidas entre las estaciones de Beniferri y Safranar).
El 13 de septiembre de 2021 se puso en servicio el soterramiento de un tramo de 288 metros comprendido entre la estación de Empalme y la de Burjassot.
Además de Bétera y Castelló, la línea 1 presta servicios cortos hasta otras estaciones intermedias con mayor demanda de viajeros. Estas otras estaciones terminales son: Seminari-CEU, Empalme, Torrente, Picasent y La Alcudia.
Las estaciones con mayor afluencia de pasajeros son Empalme, Àngel Guimerà, Plaza de España y Jesús. Esta última se encuentra a unos 150 metros de la estación de Valencia-Joaquín Sorolla de Adif.

### Línea 2: Llíria - Torrent Avinguda

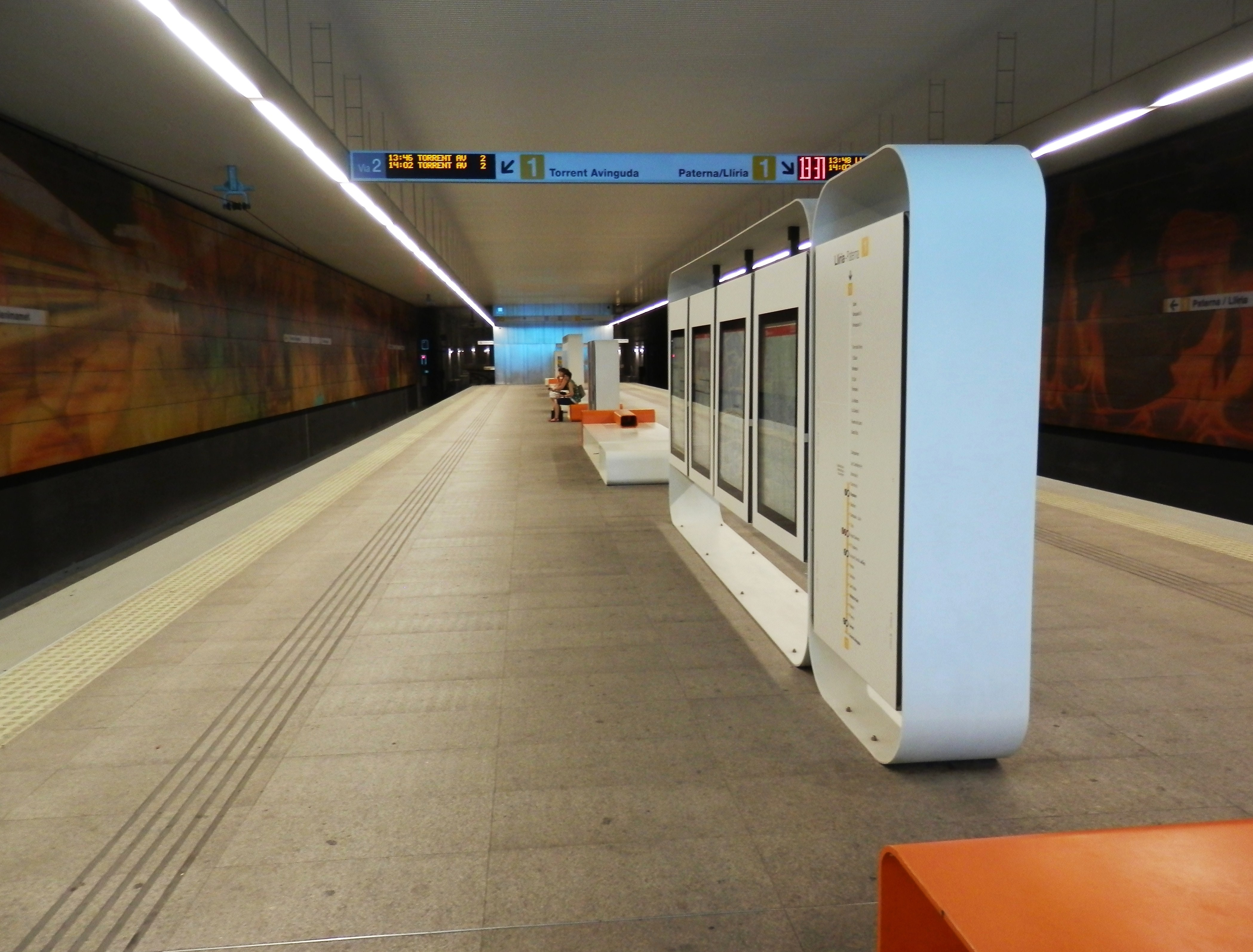
Estación de Benimàmet (L2)

El origen de la línea proviene de las antiguas líneas del trenet que conectaban las estaciones :  Valencia - Pont de Fusta  con Liria (Zona norte) y Valencia - Jesús hasta Torrente (Zona sur). 
La línea 2 fue inaugurada en octubre de 1988, realizando el trayecto entre Liria y Valencia Sur. Posteriormente fue suprimida, quedando el tramo entre Liria y Empalme (entonces llamada Ademús) como un ramal de la línea 1. En la remodelación de toda la red que se realizó en 2015, la línea 2 fue recuperada de nuevo con un trazado similar al original, ya que discurre entre Liria y Torrent Avinguda.
Esta línea cuenta con 34 estaciones, de las cuales 11 son subterráneas (8 de ellas corresponden al tramo entre Beniferri y Safranar, la novena es la estación de Torrent-Avinguda y las dos últimas son Les Carolines-Fira y Benimàmet).
Además de Llíria y Torrent Avinguda, la línea 2 presta servicios cortos hasta otras estaciones situadas en tramos con mayor demanda de viajeros. Estas otras estaciones con final de trayecto son Paterna y Valencia Sur.
Las estaciones con mayor afluencia de pasajeros son Empalme, Àngel Guimerà, Plaza de España y Jesús.
El 24 de diciembre de 2024, se inauguró el desdoblamiento de la vía en un tramo de 1,5 km, en el Polígono Fuente del Jarro y un segundo apeadero en dicho polígono denominado Font del Barranc

### Línea 3: Rafelbunyol - Aeroport

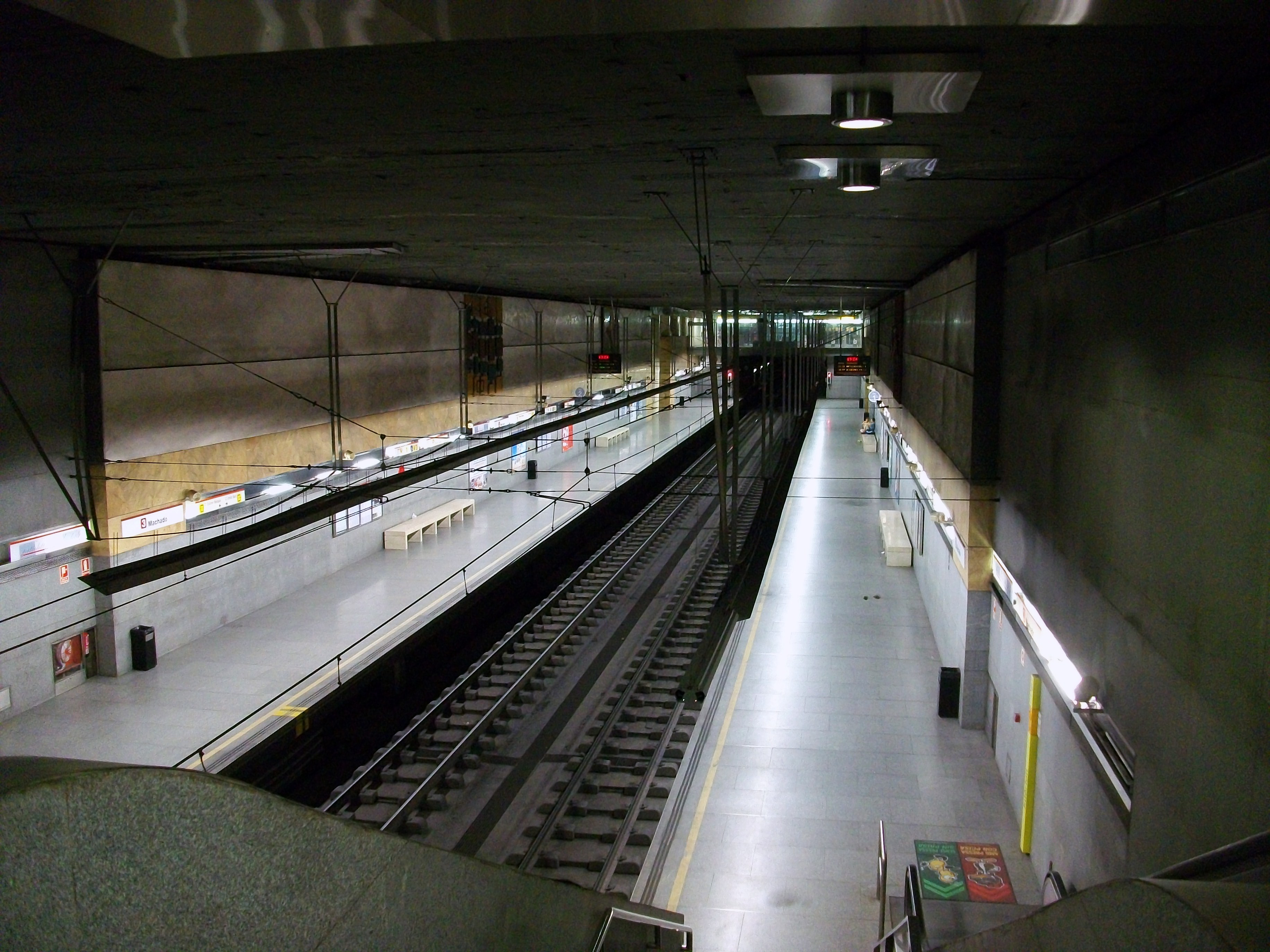
Estación de Machado. (L3 y L9)

La línea 3 está basada en la antigua línea del trenet que conectaba la estación de  Valencia - Pont de Fusta y la localidad de Rafelbuñol. Esta línea, que es la de más afluencia de pasajeros, discurre en superficie desde Rafelbuñol hasta la estación de Almácera y bajo tierra desde Alboraya-Peris Aragó hasta el final de línea, en Aeroport y cuenta con 27 estaciones, siendo 8 en superficie y 19 subterráneas. Los túneles de la línea 3 son diferentes en distintos tramos. Desde Alboraya-Peris Aragó hasta Alameda el túnel es de doble vía. A partir de Alameda, la línea 3 comparte infraestructura con la 5 y la 9, mientras que los túneles pasan a tener sección circular y a discurrir en paralelo (o superpuestos en la estación de Xàtiva) albergando una vía en cada sentido. Esta configuración se mantiene hasta la estación de Avinguda del Cid, a partir de la cual y hasta Aeroport el túnel vuelve a ser de doble vía.
Dentro de las actuaciones previstas en el Plan de Mejora de Frecuencias se encuentra el proyecto de desdoblamiento de la vía en los tramos entre Alboraia-Peris Aragó y Almácera; Museros y Albalat dels Sorells; y  Rafelbuñol y Masamagrell.

### Línea 4: Mas del Rosari/Fira València - Doctor Lluch y Lloma Llarga Terramelar - Empalme

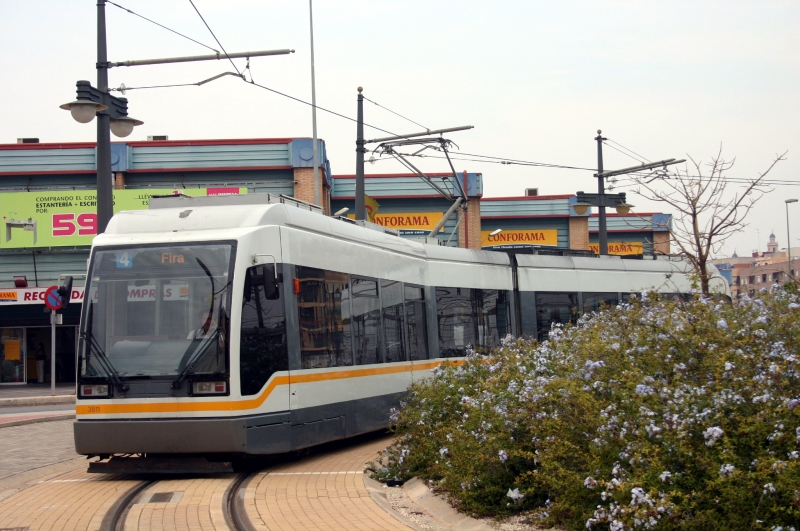
Tranvía de la L4 en el bucle de Empalme

Esta línea surgió de la conversión en un tranvía moderno del ramal que había quedado entre la estación de Ademús (estación de Empalme) y la estación de Pont de Fusta debido a la creación de las líneas 1 y 2 de  Metrovalencia y de la antigua línea del trenet de Valencia que conectaba esta última estación con el barrio del Grao. Cabe destacar que Valencia fue la primera ciudad de España que reintrodujo este sistema de transporte. Su inauguración se produjo el 21 de mayo de 1994.
La línea ha sufrido diversas ampliaciones en su zona oeste, en concreto se inauguró un ramal en marzo de 1999 hasta RTVV que cubría la demanda del campus de Burjasot de la Universidad de Valencia. En septiembre de 1999 se inauguró un ramal que conectaba la estación de RTVV con la feria de muestras, tiempo después el ramal de la feria de muestras pasó a bifurcarse antes, en Vicent Andrés Estellés, obligando a los viajeros con origen en TVV a transbordar a Vicent Andrés Estellés para ir en tranvía a la feria de muestras. El 23 de septiembre de 2005 se inauguró el tramo que une la estación de TVV con la de Mas del Rosari en el barrio de la Coma en Paterna, de unos 3 kilómetros de longitud, y el 20 de diciembre de 2005 se inauguró el ramal que da servicio a los barrios de Valterna, Lloma Llarga y Terramelar, también en Paterna. Tiene 33 paradas. Los tranvías de esta línea (Serie 3800) son muy similares a los que se utilizan desde 1995 en Lisboa.

### Línea 5: Marítim - Aeroport

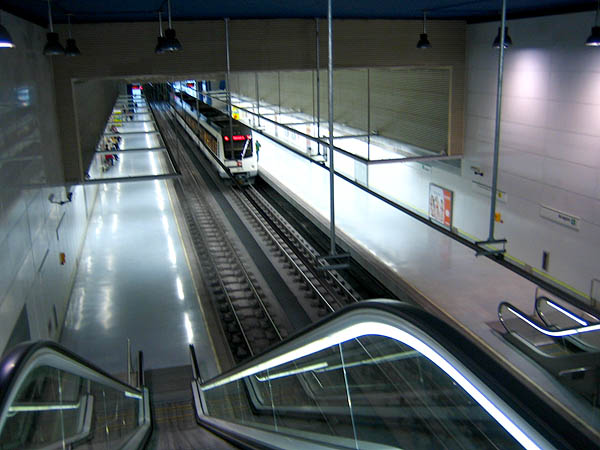
Metro de las líneas 5 y 7 en la estación de Aragón.

La línea 5 une el puerto con el aeropuerto. El primer tramo que se inauguró fue el comprendido entre la estación de Alameda y la de Ayora el 30 de abril de 2003. El 2 de abril de 2007 entró en servicio la Estación de Marítim, una estación intermodal diseñada para unir la línea 5 con el tranvía al puerto. Por último, el 18 de abril de 2007 se abrió el tramo comprendido entre Mislata Almassil y el Aeropuerto de Manises, que sustituyó al servicio que daba con anterioridad la línea C-4 de Cercanías de Valencia.
Esta línea cuenta con 18 estaciones, todas ellas subterráneas. Las estaciones con mayor afluencia de pasajeros son Aeroport, Àngel Guimerà y Marítim. Esta última se encuentra a 500 metros de la estación de Valencia-Cabañal de Adif.
Cabe destacar que todas las paradas de esta línea son compartidas con alguna otra, es decir, no tiene paradas exclusivas.

### Línea 6: Tossal del Rei - Marítim

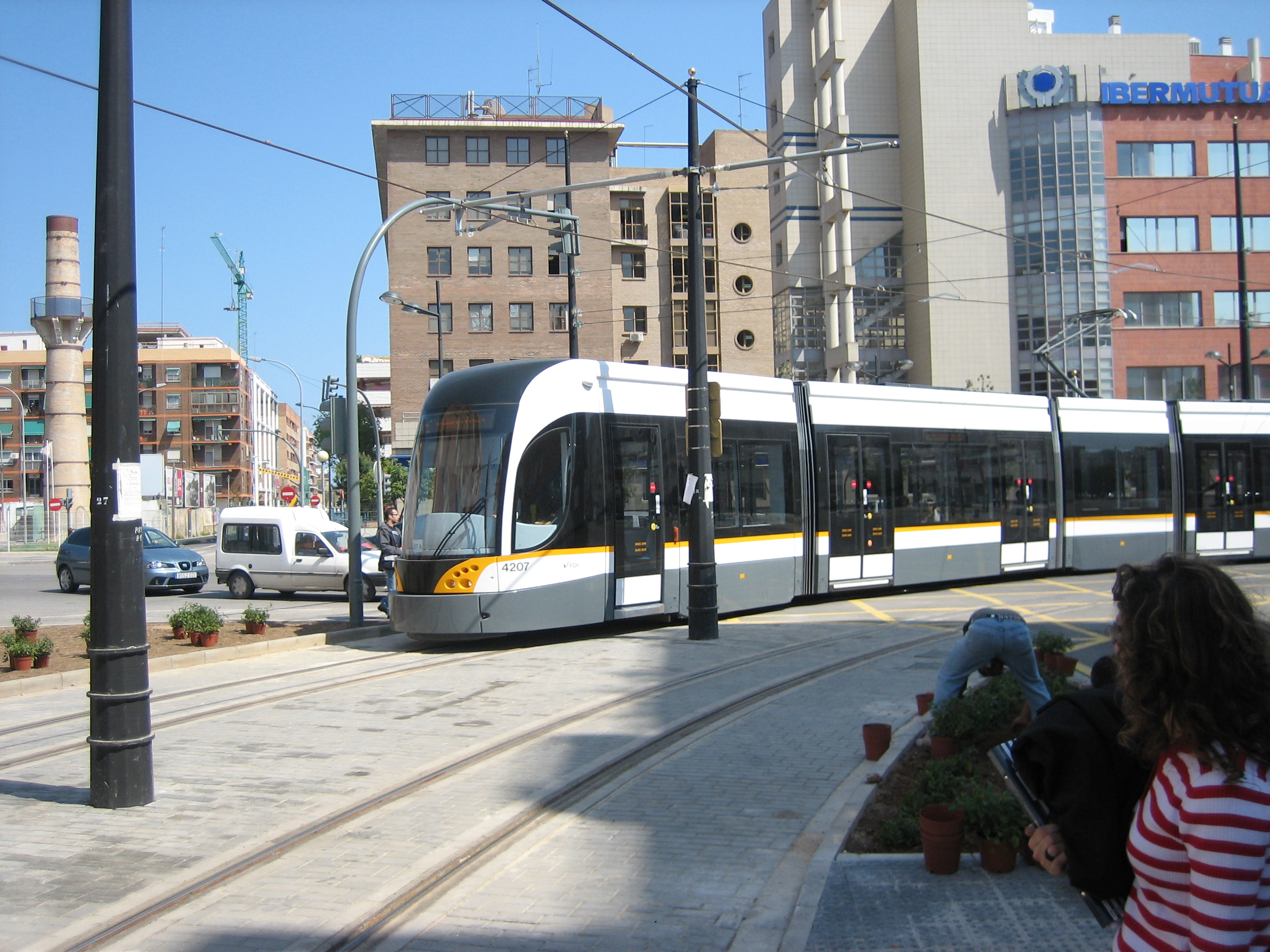
Tranvía de las líneas 6 y 8.

La Línea 6 une los barrios de Orriols y Torrefiel con el barrio marítimo de Valencia. Esta línea comparte recorrido con la línea 4 entre las estaciones de Trinitat y Platja Les Arenes (o Doctor Lluch, según el sentido de la marcha). Actualmente tiene 21 paradas.

### Línea 7: Marítim - Torrent Avinguda

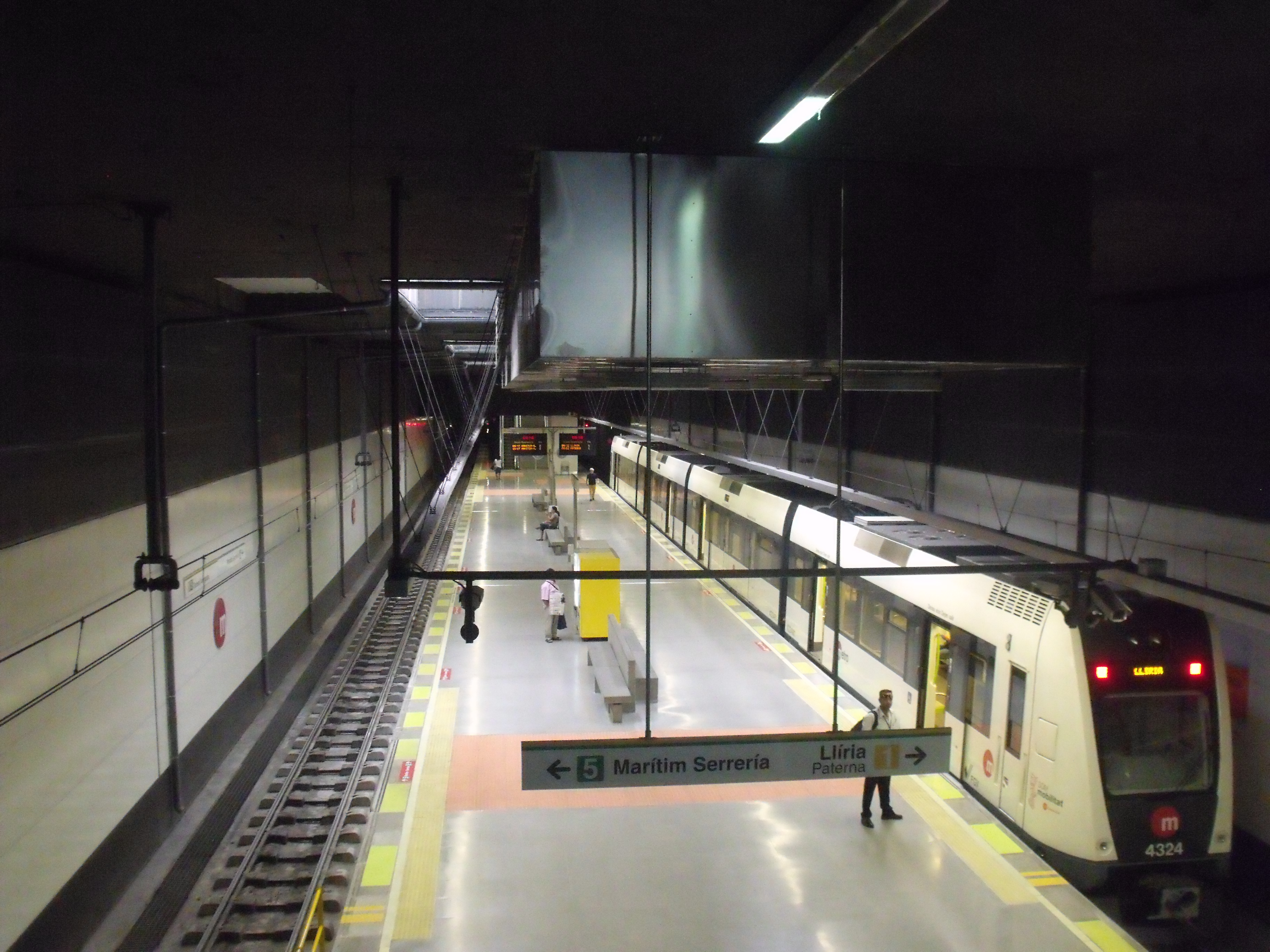
Estación de Torrent Avinguda (L2 y L7)

La línea 7 de Metrovalencia es un antiguo ramal de la línea 5 que unía la estación de Torrent con Marítim. Más adelante, al inaugurar la ampliación hasta Torrent Avinguda este ramal comenzó a formar parte de la línea 5. Es el ramal que va de Torrent Avinguda a la estación de Marítim (pasando por la estación intermodal de Bailén) que en marzo de 2015 comenzó a formar parte de la nueva línea 7. Su historia comenzó el 22 de septiembre de 2004, cuando se inauguró el ramal que realiza una penetración en subterráneo en la localidad de Torrente partiendo de la estación en superficie de Torrent hasta la nueva estación en subterráneo de Torrent Avinguda, más céntrica que la anterior. Un año después, el 3 de octubre de 2005, se inauguró la estación de Bailén en el ramal que unía las líneas 1 y 5 entre las de Colón y Jesús. El 2 de abril de 2007 entró en servicio la Estación de Marítim, una estación intermodal diseñada para unir las líneas 5 y 7 con el tranvía de la línea 8 al puerto y la línea 6. Cuenta con 16 estaciones de las cuales la única que no comparte con otras líneas es la de Bailén, la cual está unida por un pasaje peatonal con la Alicante, de la línea 10.

### Línea 8: Marítim - Neptú

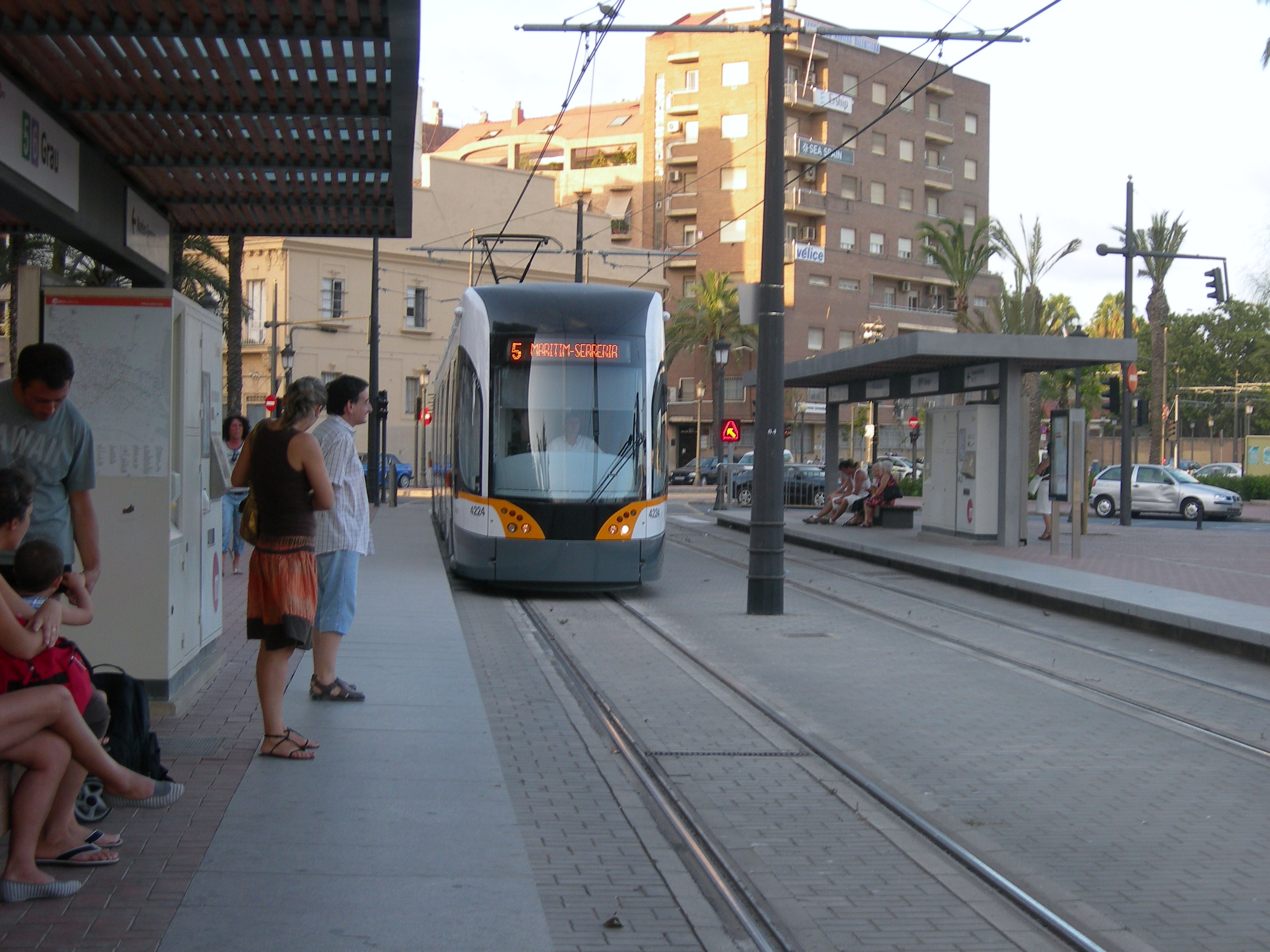
Parada de Grau-Canyamelar con el tranvía 4224 entrando a la estación (L6 y L8)

Esta línea que es la más corta de todas, corresponde en su totalidad al tramo tranviario de la originaria línea 5. Este tramo se encuentra en funcionamiento, aunque con otras denominaciones, desde que el 2 de abril de 2007 entró en servicio la estación de Marítim, una estación intermodal diseñada para unir las líneas 5 y 7 del metro con el tranvía al puerto a través de las líneas 6 y 8. Esta línea se inauguró el 16 de abril de 2007 entre las estaciones de Marítim y Neptú. Tiene 4 paradas.
En febrero de 2021 se presentó el Plan de Mejora de Frecuencias de la Red de Metrovalencia que contempla la supresión de la línea 8 en su actual recorrido, el cual sería absorbido por la línea 6.

### Línea 9: Alboraya Peris Aragó - Riba-roja de Túria

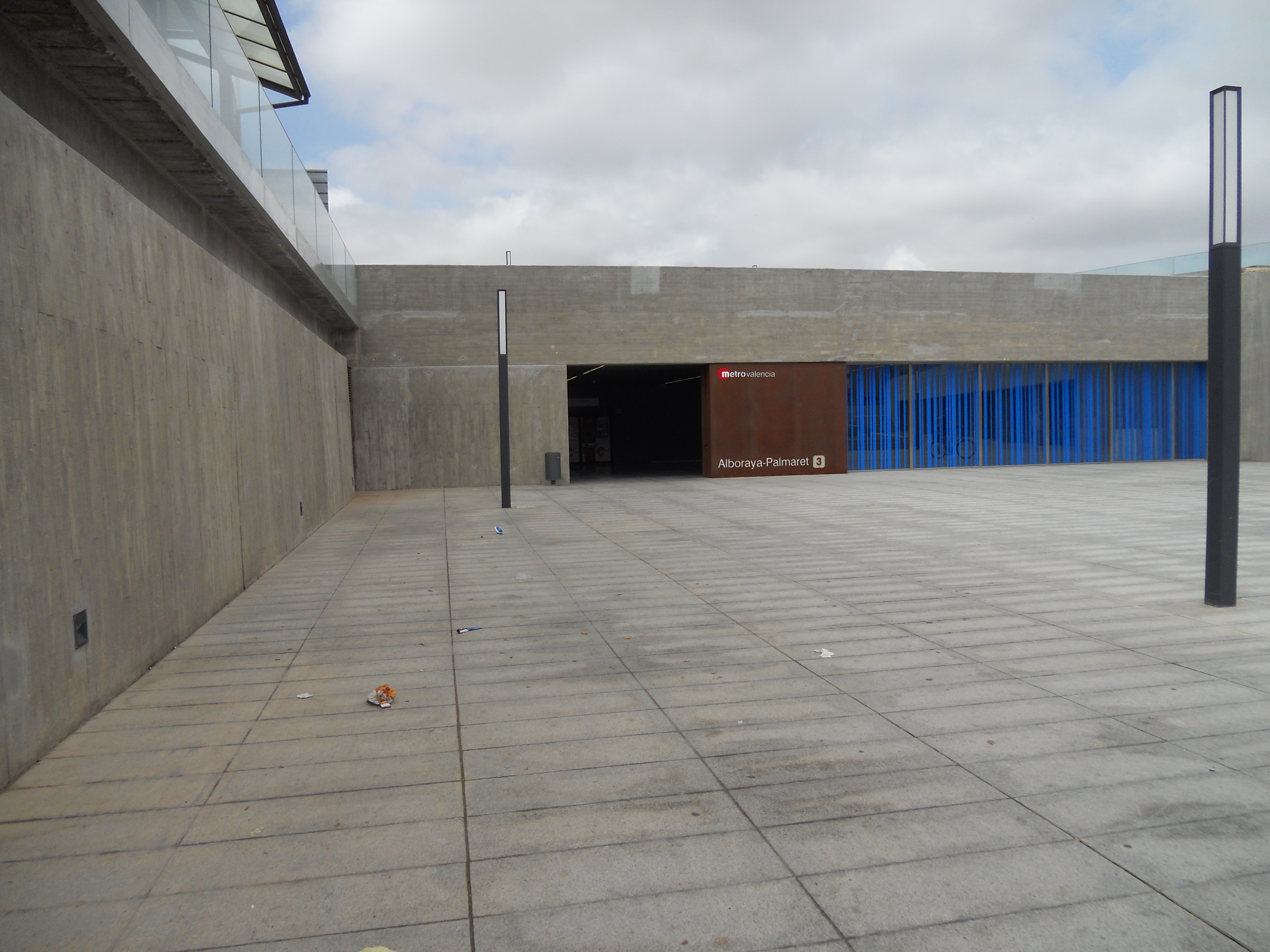
Estación de Alboraya Palmaret (líneas 3 y 9)

La línea 9 de Metrovalencia entró en funcionamiento el 6 de marzo de 2015. Esta línea comienza en Alboraya Peris Aragó y tiene un trazado común con las líneas 3 y 5 de las que se separa en la estación Rosas para continuar hasta Riba-roja del Túria por la traza del ya desmantelado ferrocarril de Valencia a Liria de Renfe, que antes de su clausura era recorrido por la línea C-4 de Cercanías Renfe.
El 31 de julio de 2018 se inauguró el apeadero Valencia la Vella, por lo que esta línea cuenta con 23 estaciones.

### Línea 10: Alacant - Nazaret

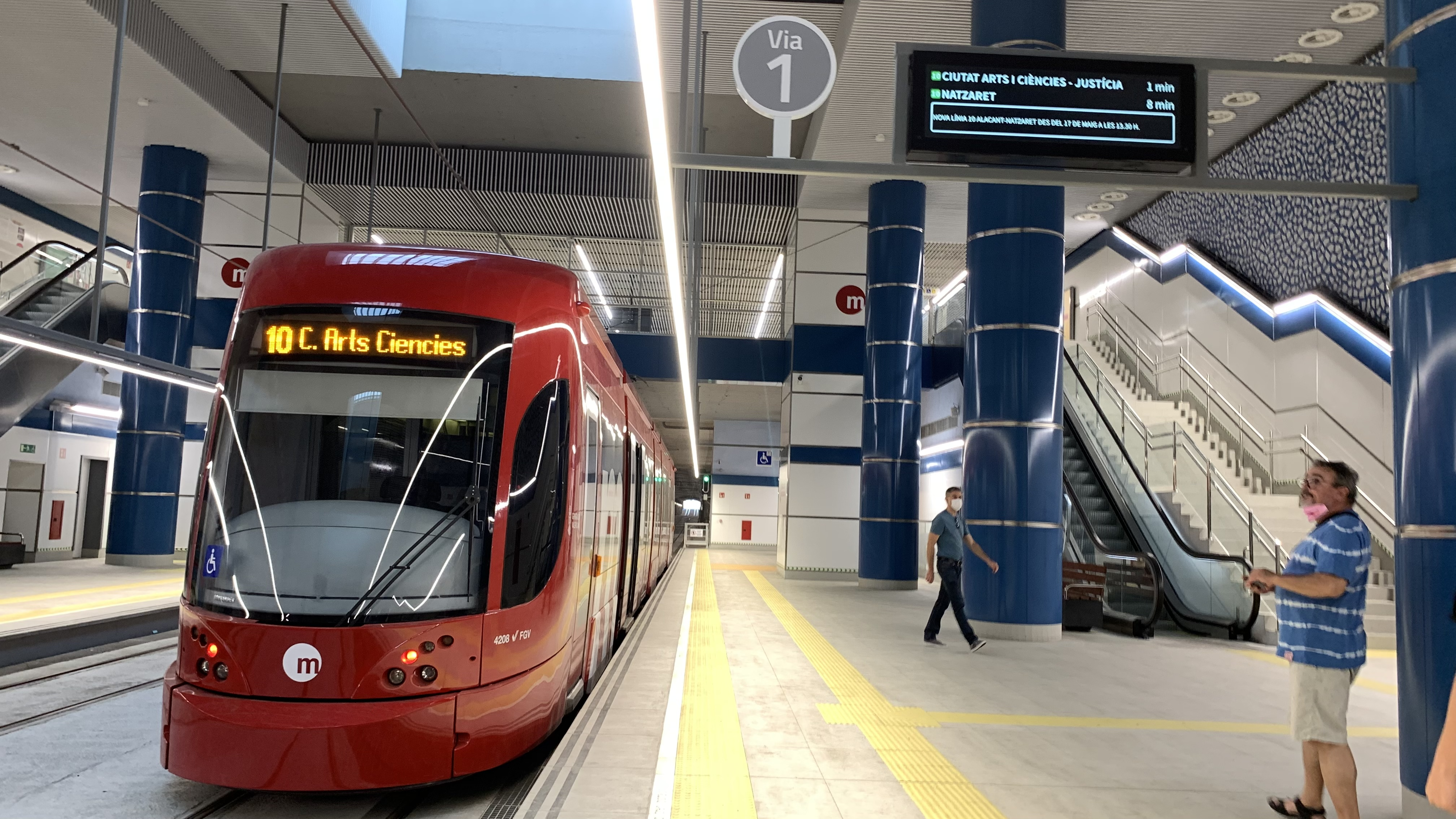
Tranvía 4208 en la estación de Amado Granell-Montolivet

La Línea 10 de Metrovalencia, (anteriormente conocida como T2) tiene una longitud total de 5,32 kilómetros desde la calle Alicante hasta el barrio de Nazaret y cuenta con ocho estaciones y paradas. Se inauguró el 17 de mayo de 2022.
El tramo subterráneo mide 2,35 kilómetros con tres estaciones: Alacant, Russafa y Amado Granell-Montolivet, mientras que el trazado en superficie, de 2,97 kilómetros, cuenta con cinco paradas: Quatre Carreres, Ciutat de les Arts i les Ciències - Justícia, Oceanogràfic, Moreres y Nazaret.
La estación de Alacant está unida con la de Bailén por medio de un túnel peatonal y está en construcción otro túnel peatonal que enlazará la estación de Alacant con la de Xàtiva, que entrará en funcionamiento a finales de 2025.
Se está estudiando ampliar esta línea para conectar los barrios del norte y el puerto con el centro de la ciudad de Valencia. Dentro de esta ampliación, se conectarán barrios sin metro como Ciutat Fallera, Torrefiel, El Carme, Els Serrans, El Centro de Valencia y Poblats Marítims.

## Estaciones
Tiene 97 estaciones de metro y 51 paradas de tranvía, esto es, un total de 148, de las cuáles 39 son subterráneas y 109 en superficie. Por gran parte de ellas circulan dos o más líneas. Sin embargo, en cuatro de ellas el intercambio se realiza entre dos estaciones diferentes pero con el mismo nombre (Empalme, Benimaclet, Angel Guimerá y Marítim).
La parada "Fira de Valencia" de la linea 4 de tranvía sólo presta servicio cuando está abierta la Feria de Muestras.
Todas las estaciones y paradas de la red, tanto subterráneas como en superficie, están adaptadas a PMR, a excepción de la estación de Valencia Sur, en la que se están realizando obras de adaptación.
Estaciones subterráneas

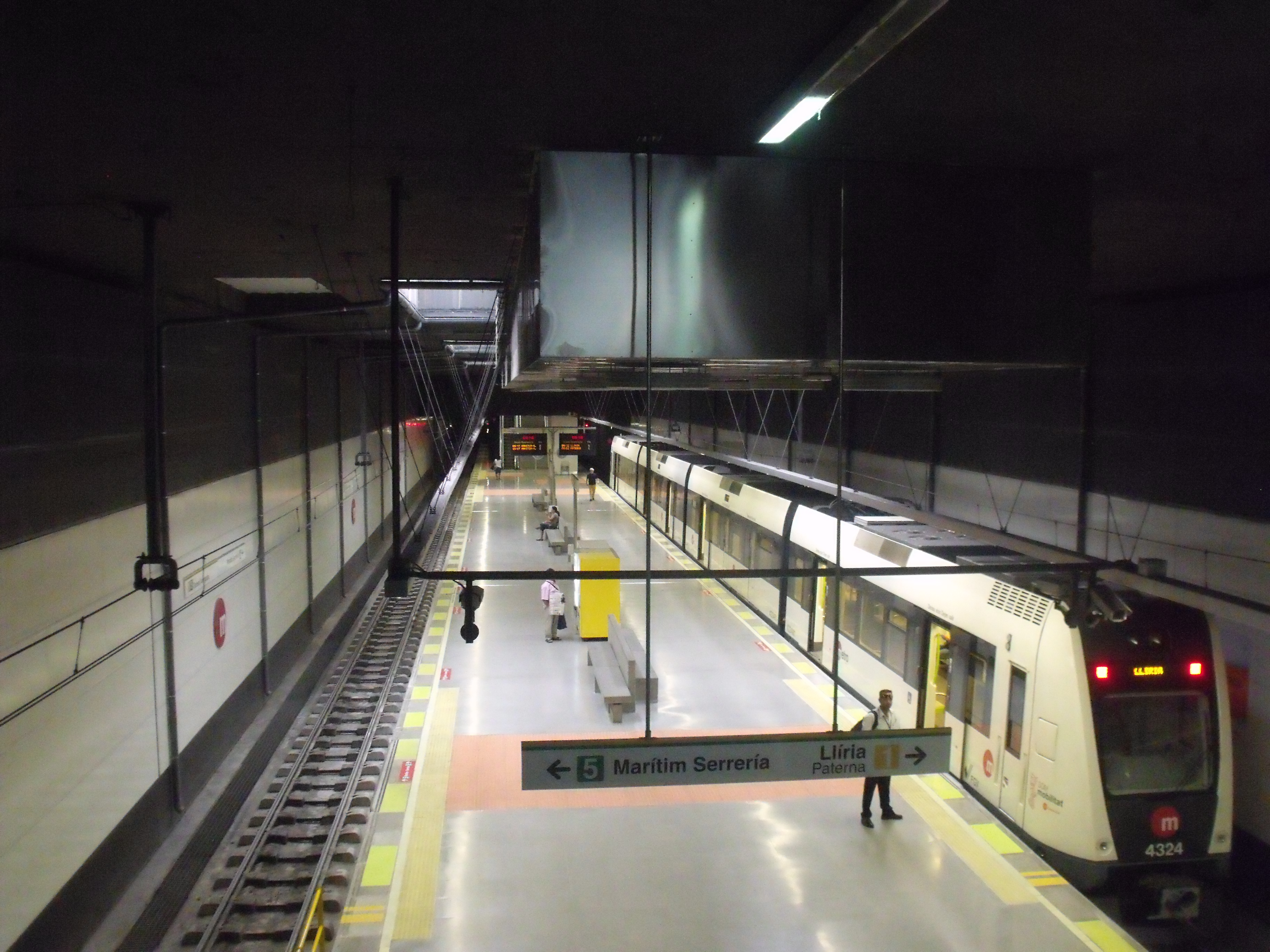
Estación de Torrent Avinguda (L2 y L7)

Hay 39 estaciones subterráneas la mayor parte de las cuales se encuentran a poca profundidad. La disposición típica de las estaciones en la red consta de un nivel -1 donde se ubican los vestíbulos con las líneas de validación y máquinas de venta de billetes y, un nivel -2 donde se ubican las vías y los andenes.

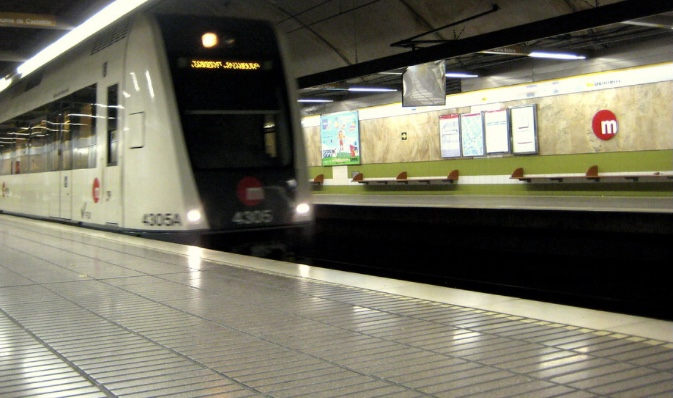
Estación de Beniferri con la unidad 4305 (L1 y L2)

 Sin embargo, cuando el espacio en superficie ha sido suficiente, se ha construido el vestíbulo en superficie y un nivel -1 para las vías y andén central. Esta disposición la podemos ver en las estaciones de Alboraia - Palmaret y Alboraia - Peris Aragó de las líneas 3 y 9, Maritim de las líneas 5, 6, 7 y 8, Benimàmet y Les Carolines - Fira de la línea 2 y Roses, Manises, Salt de l’Aigua, Quart de Poblet y Faitanar de las líneas 3, 5 y 9.

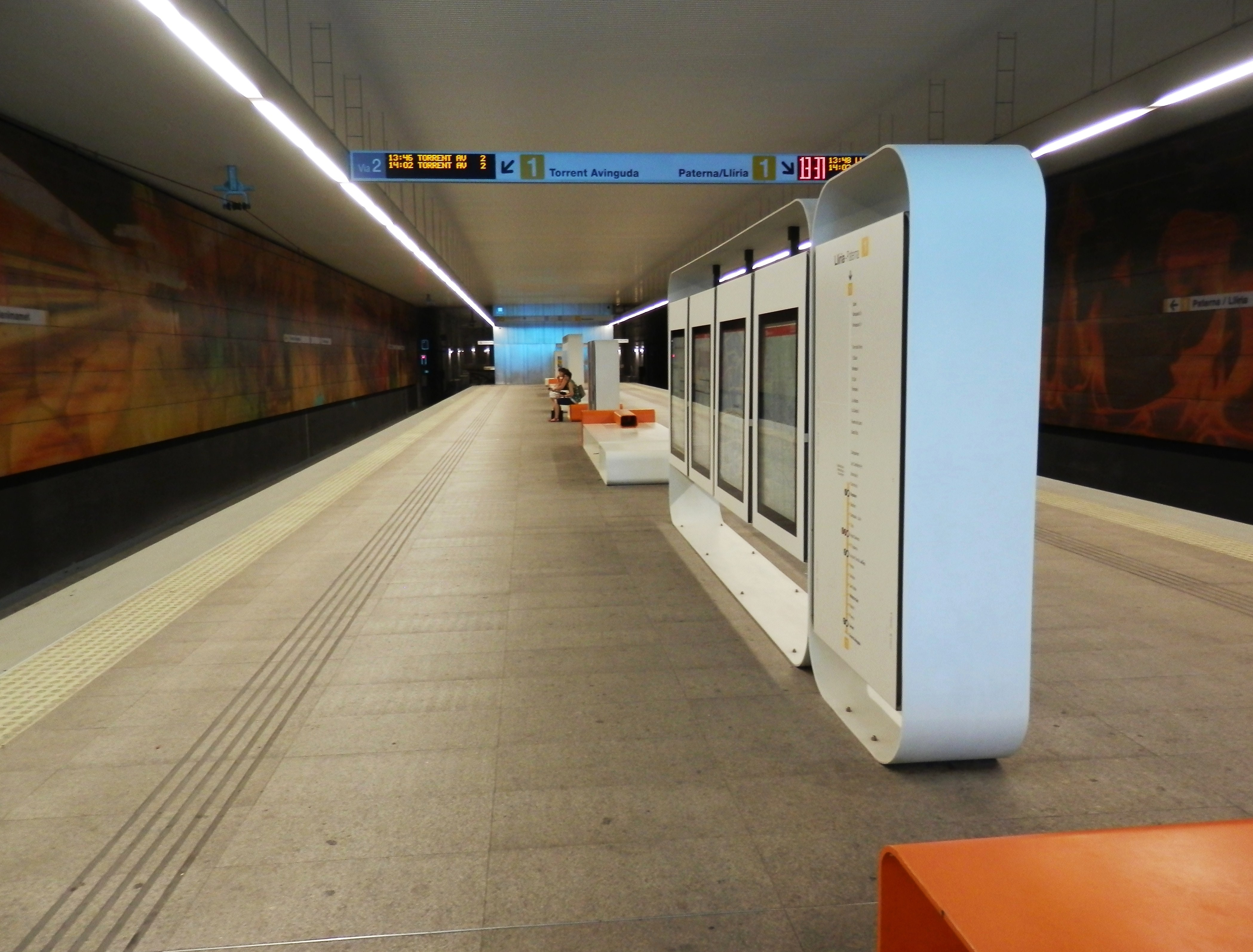
Estación de Benimàmet (L2)

Encontramos también la disposición de andenes superpuestos, como es el caso de Xàtiva de las líneas 3, 5 y 9 o Russafa de la línea 10.
Encontramos estaciones con más de dos vías, como es el caso de Alameda, con cuatro vías, Av. del Cid, con tres vías o Maritim, con 4 vías, dos para metro y dos para tranvía.
Estaciones en superficie
La mayoría de estaciones de la red se encuentran ubicadas en superficie, sin embargo, dentro del término municipal de Valencia, solo hay 2 estaciones en superficie, sin contar las paradas de tranvía de las líneas 4, 6, 8 y 10.

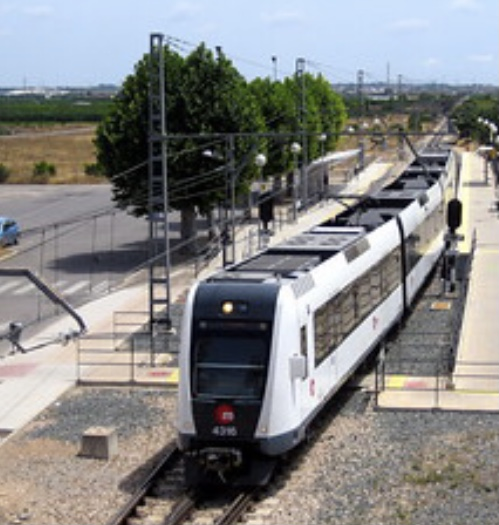
Estación de La Pobla de Vallbona (L2)

La disposición más común de las estaciones en superficie consta de dos andenes laterales y dos vías centrales, con uno o dos pasos entre andenes en superficie, lo que hace que los pasajeros deban esperar a que se vaya el tren para poder cruzar las vías. Hay casos donde hay pasos subterráneos o elevados para cruzar las vías y también se encuentran estaciones con un solo andén y una sola vía o estaciones con más de 3 vías.
Estación sin terminar
La línea T2 (actual L10) estuvo, desde 2011 hasta el año 2019, con las obras de construcción paralizadas por falta de presupuesto para concluirlas. Sin embargo, aunque el tramo Alacant - Nazaret entró en servicio en 2022, quedó la estación de Mercat a medio construir en pleno centro histórico de la ciudad no estando conectada con el resto de la red. La estación de Mercat de la antigua T2 (actual L10) se encuentra a medio construir bajo el Mercado Central a falta de realizar el túnel tranviario que la conecte con Xàtiva, por el sur y Pont de Fusta, por el norte. 

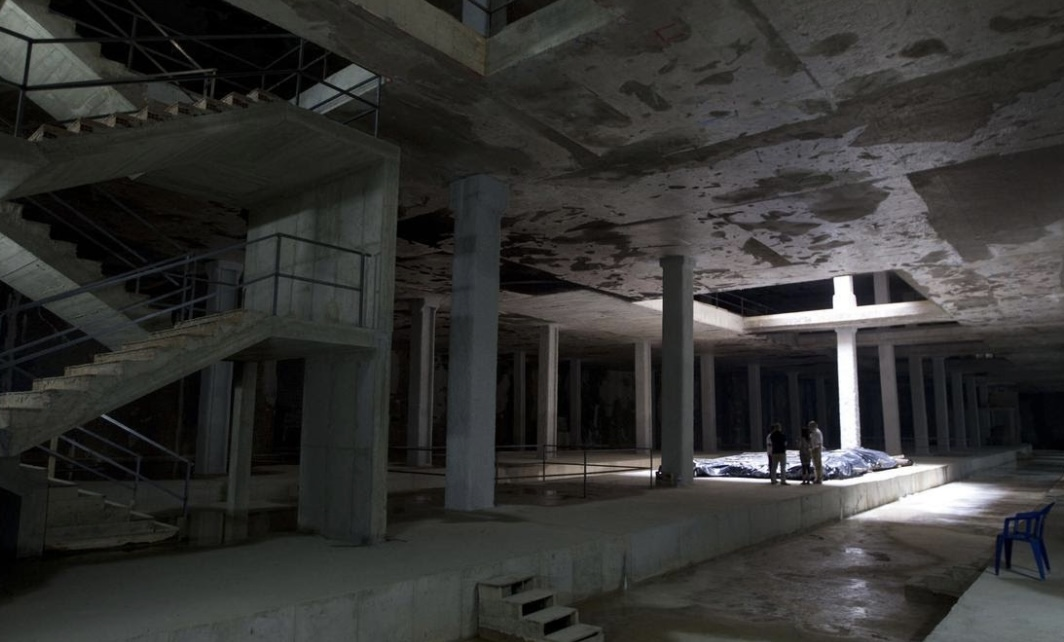
Estación Mercat (L10)

## Cronología
- 8 de octubre de 1988: Inauguración del túnel de 6,7 kilómetros entre Hospital (ahora Safranar) y Ademús (ahora Empalme) en las líneas 1 y 2.
- El 29 de diciembre de 1988: Se inauguró la estación San Isidro, en las líneas 1 y 2.
- 21 de mayo de 1994: Inauguración de la línea 4. El tramo entre el Ademús y Doctor Lluch con una longitud de 9,7 kilómetros
- 5 de mayo de 1995: Inauguración del túnel de 3 kilómetros entre la estación de Palmaret y la de Alameda en la línea 3 hasta llegar por superficie a Rafelbunyol.
- 16 de septiembre de 1998: Inauguración del túnel de 3,2 kilómetros entre la estación Alameda y Avinguda del Cid y de la puesta en servicio ramal de 2,4 kilómetros entre Colón y Jesús, ambos en la línea 3 hasta continuar por superficie hasta Torrent.
- 1998: La estación de Ademús pasa a llamarse Empalme.
- Marzo de 1999: Ampliación de la línea 4 desde  Empalme hasta RTVV (Radio Televisión Valenciana)
- 20 de mayo de 1999: Inauguración del túnel de 2,4 kilómetros entre la Avinguda del Cid y Mislata-Almassil en la línea 3.
- Septiembre de 1999: Inauguración del ramal del tranvía entre Vicent Andrés Estellés y Fira de València.
- 2001: Inauguración de la nueva estación intermodal de Empalme.
- 30 de abril de 2003: Inauguración del tramo subterráneo de la línea 5 entre Alameda y Ayora con una longitud de 2,3 kilómetros.
- 22 de septiembre de 2004: Inauguración del ramal entre las estaciones de Torrent y Torrent Avinguda de 2,3 kilómetros.
- 23 de septiembre de 2005: Inauguración del ramal de la línea 4 entre TVV y Mas del Rosari de 3 kilómetros.
- 3 de octubre de 2005: Inauguración de la estación de Bailén en el ramal entre Colón y Jesús.
- 20 de diciembre de 2005: Inauguración del ramal entre TVV y Lloma Larga-Terramelar
- 3 de julio de 2006: Grave accidente entre las estaciones de Plaza de España y Jesús. El número de víctimas mortales ascendió a 43 y el de heridos a 47. El teloc (registrador de parámetros o caja negra) reveló que el tren circulaba en una curva a una velocidad de 80 km/h, el doble de la velocidad permitida para ese tramo, y a la velocidad máxima permitida para este tipo de unidades.
- 2 de abril de 2007: Inauguración de la estación subterránea intermodal Maritim-Serrería de la línea 5 (ahora 5, 6, 7 y 8).
- 16 de abril de 2007: Puesta en servicio del tramo tranviario de la línea 5 (ahora L8)" Marítim-Serreria - Neptú ".
- 18 de abril de 2007: Puesta en servicio del tramo subterráneo de 4,9 kilómetros Mislata Almassil-Aeroport de las líneas 3 y 5.
- 27 de septiembre de 2007: Inauguración de la Línea 6 (tranvía) de Metrovalencia entre Tossal del Rei y Marítim Serrería pasando las universidades junto con la línea 4.
- 1 de enero de 2009: Puesta en funcionamiento de las tarjetas inteligentes con chip "Móbilis".
- 12 de diciembre de 2010: Inauguración del tramo subterráneo que discurre bajo Alboraya (línea 3) de 1,3 km en sustitución de la antigua vía en superficie, dando lugar a las nuevas estaciones subterráneas de Alboraya-Palmaret y Alboraya-Peris Aragó. Aprovechando esta ocasión, y junto con la llegada del AVE a Valencia, se modificaron los nombres de las estaciones de: Jesús, Hospital, Palmaret, Alboraya, Santa Gemma y Grau. Se llamarían, respectivamente: Joaquín Sorolla, Safranar, Alboraya-Palmaret, Alboraya-Peris Aragó, Santa Gemma-Parc Científic, y Grau-Canyamelar.
- 15 de mayo de 2011: Inauguración del tramo subterráneo que atraviesa Benimamet (línea 1) de 1,1 km de longitud, que incluyó dos nuevas estaciones bajo tierra: La de Benimamet y la de les Carolines- Fira.
- Agosto de 2011: La Generalidad paraliza las obras de la línea Alicante-Nazaret que se encontraba desde 2008 en construcción.
- Septiembre de 2012: Se modificó la tarifa de la estación Aeropuerto, pasando a costar como una parada de zona ABCD.[33]
- Marzo de 2015: Se reestructura la red, pasando de 5 líneas (1, 3, 4, 5 y 6) a 9 (1, 2, 3, 4, 5, 6, 7, 8 y 9)
- 6 de marzo de 2015: Entra en funcionamiento la línea 9 de Metrovalencia entre las estaciones de Alboraya-Peris Aragó y Riba-roja de Túria.
- 4 de mayo de 2016: Un incendio en los antiguos talleres y depósitos de Torrent destruye dos unidades 3600 y nueve 3700.
- 30 de junio de 2016: En conmemoración del décimo aniversario del accidente de Metrovalencia, la estación Joaquín Sorolla-Jesús pasó a llamarse Jesús, recuperando así su nombre original.
- 22 de noviembre de 2016: El apeadero S. Psiquiàtric pasó a llamarse Horta Vella.
- 31 de julio de 2018: Se inauguró el apeadero Valencia la Vella en la línea 9
- 12 de diciembre de 2018: Se inaugura el metro nocturno con servicio ininterrumpido hasta las 3 de la mañana durante las noches de los viernes, sábados y vísperas de festivos.
- Junio de 2019: Se reanudan las obras de la línea 10 (antigua T2).
- Febrero de 2021: Se presentó el Plan de Mejora de Frecuencias de la Red de Metrovalencia.[34]
- 20 de febrero de 2021: Se anunció la nueva línea 11 de Metrovalencia (tranvía), entre la Ciudad de las Artes y las Ciencias y La Marina Real.[35]
- 21 de mayo de 2021: Se anunció la nueva línea 12 de Metrovalencia (tranvía), entre la calle Alicante y el Hospital La Fe.[36]
- 13 de septiembre de 2021: Se puso en servicio el soterramiento de un tramo de 288 metros, en la línea 1, entre las estaciones de Empalme y Burjassot.
- 31 de enero de 2022: Se ponen en funcionamiento las nuevas zonas tarifarias en la red de Metrovalencia pasando de 4 zonas (A,B,C y D) a 2 únicas zonas (A y B)
- 3 de febrero de 2022: Se adjudica la redacción del proyecto de ampliación de la Línea 10 y construcción de las líneas 11 y 12 de Metrovalencia.[37]
- 11 de febrero de 2022: Comienzan las pruebas de funcionamiento de la Línea 10.
- 11 de marzo de 2022: Con motivo del día europeo de las víctimas del terrorismo, la estación de las líneas 3 y 9 Facultats pasa a llamarse Facultats-Manuel Broseta, en honor al político español que murió asesinado por ETA.
- 17 de mayo de 2022: Se inauguró la Línea 10 entre las estaciones de Alacant y Natzaret.[38]
- 30 de marzo de 2023: Empezaron las obras de la construcción del túnel peatonal entre las estaciones de Xàtiva y Alacant.
- 29 de octubre de 2024: Como consecuencia de la Gran riada de Valencia de 2024 se produjeron importantes daños en las estaciones de Picanya, Paiporta y Valencia-Sud, donde se encuentra la sede central de F.G.V., los talleres y las cocheras de parte del material móvil. Diecinueve unidades de la serie 4300, resultaron con daños.[15] Todo ello impidió prestar servicio de tranvía y de metro.
- El día 9 de noviembre de 2024 se reanudó el servicio en las cuatro líneas de tranvía (4, 6, 8 y 10).[39]
- El día 3 de diciembre de 2024 se reanudó el servicio de metro en la totalidad de las líneas 3, 5 y 9 y parcialmente en las líneas 1, 2 y 7, todas con frecuencias limitadas.[40]
- El 24 de diciembre de 2024 se reanudó el servicio de la linea 2 entre Paterna y Liria y se inauguró el nuevo apeadero Font del Barranc, situado en el Polígono Industrial Fuente del Jarro.[41][42]
- El 7 de enero de 2025 las líneas de tranvía recuperaron las frecuencias previas a las inundaciones.[17]
- El 18 de febrero de 2025 se reanudó el servicio de las líneas 1, 2 y 7 hasta Valencia Sud, y toda la red recuperó las frecuencias anteriores a las inundaciones de octubre de 2024 (a excepción de los servicios nocturnos).[43]
- 27 de junio de 2025: reapertura de los últimos tramos afectados por la dana: Valencia Sud-Castelló y el ramal hacia Torrent Avinguda.
- 1 de agosto de 2025: recuperación de los servicios nocturnos y, por tanto, de los horarios completos previos a la dana.

## Soportes y títulos
Los soportes son las tarjetas en las que se cargan los títulos de transporte, los cuales permiten viajar. Hay diferentes soportes y títulos, cada uno sujeto a diferentes condiciones y tarifas.

### Soportes
Existen dos tipos de soporte, diferenciados por el grado de personalización, el material y el emisor. Por un lado existe la tarjeta SUMA, la cual está emitida por la Autoridad de Transporte Metropolitano de Valencia e integra a la EMT Valencia, Metrovalencia, Cercanías Renfe y Metrobús. Por otro lado, existe la TuiN, la cual tiene restringido su uso a la red de Metrovalencia. 
| Tipo          | Material       | Compatibilidad | Precio | Tecnología                             |
| ------------- | -------------- | -------------- | ------ | -------------------------------------- |
| Anónimo       | Cartón         | Metrovalencia  | 1 €    | Tarjeta sin contacto. Norma ISO 14443. |
| Anónimo       | Plástico (PVC) | SUMA (ATMV)    | 2 €    | Tarjeta sin contacto. Norma ISO 14443. |
| Personalizado | Plástico (PVC) | Metrovalencia  | 4 €    | Tarjeta sin contacto. Norma ISO 14443. |
| Personalizado | Plástico (PVC) | SUMA (ATMV)    | 4 €    | Tarjeta sin contacto. Norma ISO 14443. |

### Títulos
Por otra parte, existen tres tipos de títulos: los de tipo monedero, los propios y los integrados por la Autoridad de Transporte Metropolitano de Valencia.

#### Títulos integrados SUMA
Los títulos integrados por la ATMV, vigentes desde el 31 de enero de 2022, permiten viajar y transbordar por la red de los autobuses de la EMT Valencia, Metrovalencia, Cercanías Renfe y Metrobús.
Existen dos modalidades principales, la SUMA 10 y la SUMA Mensual. La primera permite una carga de 10 viajes con un transbordo incluido y la segunda permite viajes ilimitados por todos los operadores durante 30 días. La SUMA Mensual Jove es idéntica a la SUMA Mensual, con descuento para titulares del Carnet Jove.
|                   | 1 zona  | 2 zonas | 2 zonas + Aeropuerto |
| ----------------- | ------- | ------- | -------------------- |
| SUMA 10           | 8,00 €  | 12,00 € | 20,00 €              |
| SUMA Mensual      | 35,00 € | –       | 53,00 €              |
| SUMA Mensual Jove | 29,75 € | –       | 45,05 €              |

#### Títulos integrados SUMA temporales
En la línea de los títulos anteriores, existen una serie de títulos integrados SUMA con viajes ilimitados durante 24, 48 o 72 horas enfocados a los visitantes de la ciudad de Valencia.
- SUMA T1. Válido para realizar un número ilimitado de viajes en todos los operadores durante 24 horas desde la primera utilización. Válido para la zona AB.
- SUMA T2. Válido para realizar un número ilimitado de viajes en todos los operadores durante 48 horas desde la primera utilización. Válido para la zona AB.
- SUMA T3. Válido para realizar un número ilimitado de viajes en todos los operadores durante 72 horas desde la primera utilización. Válido para la zona AB.

A estos títulos se les permite agregar también la estación de Aeroport, única en zona C.
|         | Normal (Zona AB) | Aeroport (T+) |
| ------- | ---------------- | ------------- |
| SUMA T1 | 4,00 €           | 8,00 €        |
| SUMA T2 | 6,70 €           | 10,00 €       |
| SUMA T3 | 9,70 €           | 12,00 €       |

#### Monedero
También llamado TuiN, es un título que requiere ir realizando recargas de dinero (de, como mínimo, 5 €) en un soporte de Metrovalencia. No son válidas, las tarjetas de la ATVM. Al realizar cada viaje se descuenta automáticamente la cantidad correspondiente. El título permite viajar por toda la red de metro y tranvía a un máximo de sesenta personas si viajan juntas. Es necesario validarlo tanto al entrar como al salir de las estaciones de metro y, en el caso de las paradas de tranvía, únicamente al acceder. Si se utiliza un soporte personalizado de Metrovalencia, se establece automáticamente un límite de consumo mensual a partir del cual los viajes salen gratis. Existen descuentos del 20 y 50% para familias monoparentales y numerosas; y también existe la versión TuiN Jove, que aplica un 15% de descuento.
|                  | Una zona | Dos zonas | Dos zonas + Aeropuerto |
| ---------------- | -------- | --------- | ---------------------- |
| Precio por viaje | 0,80 €   | 1,20 €    | 2,00 €                 |
| Límite mensual   | 35,00 €  | 53,00 €   | 53,00 €                |

#### Propios
Los títulos propios únicamente son válidos para la red de Metrovalencia.
- Sencillo. Permite realizar un único trayecto entre dos estaciones.
- Gent Major. Título que permite realizar viajes ilimitados por la red de Metrovalencia, durante 30 días desde la primera validación, para personas  mayores de 65 años.
- Mobilitat. Abono personalizado para personas con una discapacidad del 64% o superior que permite viajes ilimitados por la red de Metrovalencia durante 30 días (mensual) o 365 días (anual) desde la primera validación.[47]

|                   | Una zona | Dos zonas | Dos zonas + Aeropuerto |
| ----------------- | -------- | --------- | ---------------------- |
| Sencillo          | 1,50 €   | 2,80 €    | 4,80 €                 |
| Gent major        | –        | –         | 9,70 €                 |
| Mobilitat Mensual | –        | –         | 9,70 €                 |
| Mobilitat Anual   | –        | –         | 87,30 €                |

## Estadísticas

### Pasajeros
| Evolución de viajeros de Metrovalencia (millones) 1998-2024 |
|                                                             |

En 2019 el número de viajeros transportados por Metrovalencia fue de 69.442.539.
En 2020 el número de viajeros se redujo a 36.984.259 debido a la pandemia de la Covid.
En 2021 el número de viajeros fue de 42.819.679 un 15,78% más que en 2020.
En 2022 el número de viajeros fue de 63.361.626.
En 2023 el número de viajeros fue de 90.492.516. 
En 2024 el número de viajeros fue de 91.191.013 a pesar de la suspensión temporal del servicio ocasionada como consecuencia de las inundaciones del 29 de octubre de 2024.
Las estaciones con mayor volumen de viajeros en 2024 fueron las siguientes:
1. Xàtiva con 6.135.418
2. Colón con 4.878.930
3. Àngel Guimerà con 3.514.439
4. Plaza de España con 2.833.034
5. Túria con 2.265.691
6. Benimaclet con 2.147.968
7. Amistat con 2.131.467
8. Mislata con 2.122.856
9. Avenida del Cid con 2.090.051
10. Facultats-Manuel Broseta con 1.976.681

## Características técnicas

### Sistemas de seguridad por líneas.
- Línea 1: ATP entre Torrent y Valencia Sur y entre Empalme y Burjassot. ATO con ATP entre Valencia Sur y Empalme. FAP/DIMFAP en el resto de la línea.
- Línea 2: ATP entre Torrent Avinguda y Valencia Sur. ATO con ATP entre Valencia Sur y Les Carolines-Fira. FAP/DIMFAP en el resto de la línea.
- Línea 3: ATP entre Alboraya Peris Aragó y Rafelbunyol. ATO con ATP en el resto de la línea.
- Línea 5: ATO con ATP en el toda la línea.
- Línea 7: ATP entre Torrent Avinguda y Valencia Sur. ATO con ATP en el resto de la línea.
- Línea 9: ATP entre Ribarroja del Túria y La Cova. ATO con ATP en el resto de la línea.
- Líneas 4, 6 y 8: SAE (Sistema de Ayuda a la Explotación), instalada prioridad semafórica, pero sin uso en la ciudad de Valencia. En proceso la instalación de ATP.
- Línea 10: Cuenta con SAE y ATP, así como prioridad semafórica en todos los cruces.

Además, todas las líneas cuentan con:
- Comunicaciones tren-tierra según normas UIC.
- Comunicaciones móviles por medio de sistema GSM-R.

Bloqueos utilizados (por línea y tramo):
- Líneas 1 y 2:
  - Tramo Castelló - Torrent: BAU con CTC.
  - Tramo Torrent-Paterna/Seminari-CEU: BAD con CTC.
  - Tramo Seminari-CEU-Bétera: BAU con CTC.
  - Tramo Paterna-Fuente del Jarro: BAU con CTC.
  - Tramo Fuente del Jarro-Font del Barranc: BAD con CTC.
  - Tramo Font del Barranc-Entrepins: BAU con CTC.
  - Tramo Entrepins-l'Eliana: BAD con CTC.
  - Tramo l'Eliana-Llíria: BAU con CTC y BTC.

- Líneas 3 y 9:
  - Tramo Rafelbunyol - Alboraya-Peris Aragó: BAU con CTC.
  - Tramo Alboraya-Peris Aragó - Aeroport: BAD con CTC.

- Líneas 5 y 7:
  - Toda la línea 5, y los tramos compartidos con la 7: BAD con CTC.

- Líneas 4, 6, 8 y 10: Marcha a la vista con regulación semafórica. Las tres primeras tienen preinstalado un sistema de prioridad en los cruces semáforicos (solo utilizada en algunos con poco tráfico). Sin embargo, la línea 10 tiene instalado y en funcionamiento el sistema de prioridad semafórica en todos los cruces.[52]

Explicación de abreviaturas de bloqueos:
- BAU. Bloqueo Automático en Vía Única.
- BAD. Bloqueo Automático en Vía Doble (sin banalizar).
- CTC. Control de Tráfico Centralizado.
- BTC. Bloqueo Telefónico Centralizado.

### Parque móvil
En servicio:
- UT 3800 (tranvía): 25 unidades. Circulan exclusivamente por la línea 4, a excepción del ramal a Lloma Llarga-Terramelar. Velocidad máxima: 65 km/h
- UT 4200 (tranvía): 22 unidades. Circulan en todas las líneas tranviarias. Velocidad máxima: 70 km/h
- UTE 4300: 62 unidades, (42 de cuatro coches y 20 de cinco coches). Los trenes de 5 coches no circulan en las líneas 1 y 2. Velocidad máxima:  80 km/h
- Billard 2100 (vehículos de trabajos-taller): 3 automotores (2 motores y 1 remolque) 15-01 a 15-03.
- Locomotora Rolls-Royce Naval serie 1300 ex-FEVE.
- Dresinas de mantenimiento de vía y catenaria: 2 unidades.
- Tolvas procedentes del Ferrocarril Sierra Menera: 5 tolvas, en servicio.

Retiradas:
- UT 3600: 10 unidades, 2 de ellas reformadas. Desguazada toda la serie excepto la 3604, estando preservada en el interior de los antiguos talleres de Torrent.
- UTA 3700: 40 unidades. Preservada la UTA 3702 en el interior de los antiguos talleres de Torrent; donada la UTA 3703; vendida la UTA 3722 y desguazadas el resto de unidades.
- UTE 3900: 18 unidades, todas ellas apartadas del servicio. El 29 de junio de 2021 se anunció la rehabilitación de 10 unidades para ponerlas de nuevo en servicio. Sin embargo, tras haber sido dañadas por las inundaciones de 29 de octubre de 2024, se acordó su desguace.[53]

Material histórico: Cerca de 30 vehículos de diferentes series, y en diferentes estados de conservación.
En enero de 2023 FGV adjudicó a Stadler Rail el suministro de 16 nuevos tranvías modelo Tramlink (serie 4500) para las líneas de Alicante y Valencia, con opción de compra de otros 12 tranvías.

## Proyectos de ampliación en trámite

Simulación del plano de Metrovalencia con los proyectos de ampliación previstos para 2030.

En la actualidad se encuentran en proyecto la ampliación de la Línea 10 y la construcción de las Líneas 11 y 12.  También están en estudio la duplicación del túnel entre Bailén y Alameda, la prolongación del túnel entre Pl. Espanya y Bailén y la Línea 14.

### Ampliación de la Línea 10
El 20 de febrero de 2021 se anunció el proyecto de ampliación de la línea 10 desde Natzaret, a través del puente de Astilleros y el Puerto de Valencia, hasta la parada Neptú, enlazando en la parada Grau La Marina con las L6 y L8.
Posteriormente se preveía la ampliación de la línea hasta la estación de Xàtiva y, más adelante, a la de Mercat. También se estudió continuar las obras hasta Pont de Fusta. Sin embargo, en marzo de 2021, la gerente de Ferrocarrils de la Generalidad Valencia, afirmó que la construcción del tramo central desde la estación de Alacant hasta el Pont de Fusta estaba prácticamente descartada. Con el cambio de gobierno autonómico se pretende retomar el proyecto hasta Pont de Fusta y paralizar la conexión de Nazaret con la Marina.

### Línea 11: Ciutat Arts i Ciències-Justícia - Neptú
El 3 de mayo de 2022 se anunció que el trazado de la L11 discurrirá desde la Ciudad de las Artes y de las Ciencias, por el puente de L'Assut de l'Or y la Avenida de Menorca para dar servicio al Corte Inglés y al Centro Comercial Aqua, siguiendo, en sentido de ida por la avenida del Puerto hasta encontrarse nuevamente con la L10 en la actual parada Marina de Valencia de las L6 y L8, terminando en Neptú. El sentido de vuelta lo hará por la calle Juan Verdeguer.

### Línea 12: Alacant - Hospital La Fe
La Línea 12 de Metrovalencia unirá la Línea 10, que entró en servicio el 17 de mayo de 2022, con el Hospital La Fe. La nueva Línea 12 permitirá enlazar la Línea 10, entre las paradas de Amado Granell y Quatre Carreres, con el Hospital La Fe de Valencia. Discurrirá por la avenida Hermanos Maristas y cruzará la avenida Ausiàs March, hasta enlazar con la calle Isla Cabrera y seguir por la calle Vicent Marco Miranda y llegar hasta la avenida Fernando Abril Martorell, donde se encuentra el centro hospitalario La Fe. El recorrido constará de aproximadamente 4,1 kilómetros de longitud, de los que 2,2 serán comunes con la Línea 10 partiendo de la estación de la calle Alicante.

### Segundo túnel entre Bailén y Alameda
El Plan de Movilidad Metropolitano prevé la construcción de un nuevo túnel que una las estaciones de Bailén y Alameda, con una estación en las proximidades de la Plaza del Ayuntamiento. Este túnel permitirá incrementar las frecuencias al eliminar el actual cuello de botella en Colón 
En mayo de 2022 se licitó la redacción del estudio informativo del proyecto de construcción del desdoblamiento del túnel con dos posibles trazados alternativos.

### Unión de las estaciones de Pl. España y Bailén
A finales de 2021 fue presentada en el PMoMe la prolongación del túnel de las líneas 1 y 2 desde la estación de Plaza de España hasta la de Bailén, la cual será terminal de las líneas y estas dejarán de circular por el túnel dirección Jesús en el que de produjo el accidente de 2006.

### Prolongación de la Línea 9 hasta el centro de Ribarroja del Turia
En la actualidad, se están realizando estudios para llevar la Línea 9 hasta el centro de Ribarroja del Turia ya que la actual estación se encuentra alejada del núcleo urbano. Esta prolongación fue anunciada en la inauguración del apeadero de València La Vella en 2018 y a finales de 2020 se empezaron a desarrollar los estudios. A finales de 2021 se anunció que la prolongación discurrirá sobre el trazado de la antigua línea de cercanías y se estudiará si la estación será subterránea o en superficie.

### Línea 14: Marítim - Barrio del Cristo
La Línea 14 de Metrovalencia fue presentada con el PMoMe (Plan de Movilidad Metropolitana de Valencia) a finales de 2021. Está prevista la construcción de un nuevo tramo de superficie y subterráneo entre la Av. del Cid y el Barrio del Cristo, pasando y dando servicio a poblaciones como Aldaya, Chirivella o Alacuás, entre otras. La previsión es que entre en funcionamiento a partir de 2030.

## Proyectos de ampliación descartados

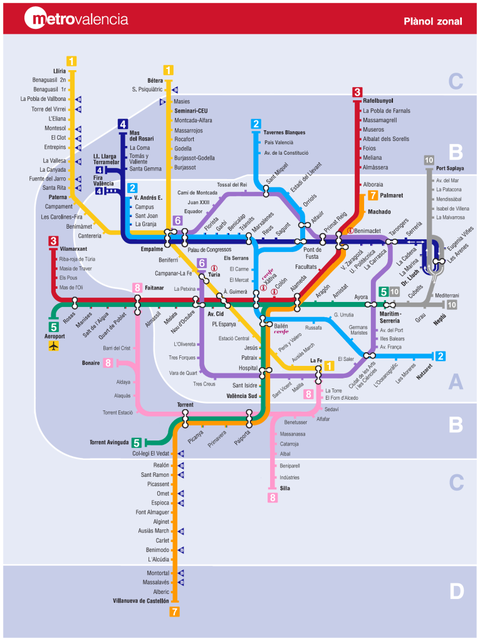
Proyecto de ampliación de la red de Metro que nunca se llegó a ejecutar.

La Generalidad Valenciana con anterioridad a 2008 anunció diversos proyectos de ampliación que han sido descartados.

### La antigua Línea T-2
La línea T-2 se proyectó inicialmente para comunicar los barrios de Orriols y Torrefiel con el de Natzaret, a través del centro de Valencia, dividiéndose su construcción en tres tramos:
- Norte: Desde Tossal del Rei hasta Pont de Fusta. Discurre en superficie al tratarse de un tranvía integrado en la vía pública con plataforma reservada. En este tramo prestan servicio las líneas 4 y 6.
- Centro: Desde Pont de Fusta hasta Alicante. Este tramo circularía por el centro histórico de Valencia siendo por completo realizado mediante tuneladora y a 30 metros de profundidad, tratándose de la línea de ferrocarril a mayor profundidad de Valencia. Transcurriría bajo edificaciones y también atravesaría el viejo cauce del río Turia. Este tramo debería ser el último en realizarse, pese a lo cual se realizaron gran parte de las obras de la estación de Mercat Central.
- Sur: Desde Alicante hasta Nazaret. Es un tramo subterráneo desde la estación de Alicante hasta la de Amado Granell, a partir de la cual circula en superficie, con plataforma reservada para tranvía, e incluye unas cocheras provisionales en Nazaret. Este tramo constituye la Línea 10, cuya apertura se produjo el 17 de mayo de 2022.

### Línea Plaza de España - La Fe
En octubre del año 2006, unos meses después del accidente de metro que costó 43 vidas, se anunció que en 2009 se suprimiría la curva en la que ocurrió el accidente, prolongando la originaria línea 1 desde la estación de Plaza de España hasta la nueva Fe.

### Línea orbital
El gobierno autonómico presentó otro proyecto de ampliación de la red en el año 2007, que consistía en una línea de tranvía orbital. Esta línea rodearia Valencia por los bulevares Norte y Sur conectando con Chirivella, Mislata y Alboraya.

### Línea de l'Horta Sud
En 2006 se presentó el proyecto del metro ligero de l'Horta Sud. Esta línea transcurriría en superficie durante todo su trayecto a excepción de las estaciones de Nou Manises, Manises y Cuart de Poblet. Debería partir de la estación de Manises, pasando por el Barrio del Cristo, Aldaya, Alacuás, Torrente, Picaña y Paiporta. Desde este punto, se bifurcaría en dos ramales:
- Uno llegaría a Benetúser, Barrio de Orba (Alfafar), Masanasa, Catarroja, Albal, Alcácer y Silla.
- El otro ramal daría servicio al barrio de La Torre, Sedaví, el Horno de Alcedo y a la Nueva Fe (ya en la ciudad de Valencia), donde conectaría con el tranvía orbital.

### Línea de la Costa
En 2005 se anunció el Tranvía de la Costa, el cual realizaría el recorrido comprendido entre Port Saplaya y Marítim, pasando también por la estación de Marina de Valencia. Por tanto, el recorrido tranviario que actualmente pertenece a la línea 8 se ampliaría hacia el norte de la ciudad, y más adelante, se extendería por las pedanías del sur de la ciudad, dando servicio a Pinedo, El Saler y la Albufera, para pasar por El Palmar y terminar en El Perellonet.